# Monte Altesina
Monte Altesina este o arie protejată (arie specială de conservare — SAC, sit de importanță comunitară — SCI) din Italia întinsă pe o suprafață de 1.323 ha, integral pe uscat.

## Localizare
Centrul sitului Monte Altesina este situat la coordonatele 37°39′48″N 14°17′24″E / 37.663333°N 14.29°E.

## Înființare
Situl Monte Altesina a fost declarat sit de importanță comunitară în septembrie 1995 pentru a proteja 9 specii de animale. Situl a fost protejat și ca arie specială de conservare în decembrie 2015.

## Biodiversitate
Situată în ecoregiunea mediteraneană, aria protejată conține 7 habitate naturale: Fânețe de joasă altitudine (Alopecurus pratensis, Sanguisorba officinalis), Păduri de stejar alb estice, Pseudostepă cu ierburi și specii anuale de Thero-Brachypodietea, Păduri de Quercus suber, Galerii și tufărișuri riverane sudice (Nerio-Tamaricetea și Securinegion tinctoriae), Pante stâncoase silicioase cu vegetație casmofită, Păduri de Quercus ilex și Quercus rotundifolia.
La baza desemnării sitului se află mai multe specii protejate de  păsări (9): Alectoris graeca whitakeri, Falco biarmicus, șoim călător (Falco peregrinus), vânturel de seară (Falco vespertinus), muscar negru (Ficedula hypoleuca), sfrâncioc cu cap roșu (Lanius senator), gaia roșie (Milvus milvus), grangur (Oriolus oriolus), pupăză (Upupa epops)
Pe lângă speciile protejate, pe teritoriul sitului au mai fost identificate 6 specii de plante, 7 specii de păsări, 4 specii de mamifere, 4 specii de reptile.